# Dolovo (Tutin)
Dolovo (Servisch cyrillisch Долово) is een plaats in de Servische gemeente Tutin. De plaats telt 465 inwoners (2002).